# Partito della Pace e della Democrazia
Il Partito della Pace e della Democrazia (in turco Barış ve Demokrasi Partisi, in curda Partiya Aştî û Demokrasiyê, sigla BDP) è stato un partito politico curdo della Turchia.
Il partito fu fondato nel 2008. Succedette al Partito della Società Democratica (DTP) l'anno successivo, in seguito alla chiusura del precedente partito a causa dei suoi legami con il Partito dei Lavoratori del Kurdistan (PKK).
Il BDP fu guidato prima da Demir Çelik, e poi congiuntamente da Selahattin Demirtaş e Gülten Kışanak dal febbraio 2010 fino all'aprile 2014. I parlamentari del Partito della Pace e della Democrazia lasciarono in quel mese il gruppo parlamentare per unirsi al Partito Democratico dei Popoli, fondato due anni prima.
Un terzo dei suoi parlamentari sono Aleviti.